# Locomotiva Thomas și prietenii săi - Sezonul 19
Locomotiva Thomas și prietenii săi este o serie de televiziune bazată pe Seria Căilor Ferate scrisă de Wilbert Awdry, în care ne este prezentată viața unui grup de locomotive și vehicule cu trăsături umane, ce trăiesc pe Insula Sodor.
Acest articol se referă la Sezonul 19. A fost produs în anul 2015-2016 de Don Spencer și Diana Bosso.

## Sezonul 19
| (total) | (sezon) | Titlu Romănă                               | data Lanserii |
| ------- | ------- | ------------------------------------------ | ------------- |
| 441     | 1       | Cine e Geoffrey                            |               |
| 442     | 2       | Adevărul despre Toby                       |               |
| 443     | 3       | Obiectul pierdut                           |               |
| 444     | 4       | Henry detectorul de probleme               |               |
| 445     | 5       | Un Crăciun in stil Cranky                  |               |
| 446     | 6       | Dulcea zăpadă de acasă                     |               |
| 447     | 7       | Bestia din sodor                           |               |
| 448     | 8       | Toad și balena                             |               |
| 449     | 9       | oi foarte importante                       |               |
| 450     | 10      | salty pe mare                              |               |
| 451     | 11      | Den și Dart                                |               |
| 452     | 12      | în ajutorul lui Hiro                       |               |
| 453     | 13      | Steven cel lent                            |               |
| 454     | 14      | e bine cu două roți                        |               |
| 455     | 15      | roșii contra albaștri                      |               |
| 456     | 16      | cea mai bună locomotivă                    |               |
| 457     | 17      | Mica locomotivă care o lua la goană        |               |
| 458     | 18      | Philp Salvatorul                           |               |
| 459     | 19      | Salvarea din apă                           |               |
| 460     | 20      | nici un ajutor                             |               |
| 461     | 21      | cealaltă parte a muntelui                  |               |
| 462     | 22      | Thomas dădaca                              |               |
| 463     | 23      | Rocky Salvatorul                           |               |
| 464     | 24      | la revedere controlorule                   |               |
| 465     | 25      | Crăciunul cu fantome a lui diesel partea 1 |               |
| 466     | 26      | Crăciunul cu fantome a lui diesel partea 2 |               |